# Ruschia
Ruschia es un género con 430 especies de plantas de flores perteneciente a la familia Aizoaceae.

## Taxonomía
Ruschia fue descrito por el arqueólogo, historiador y botánico alemán, Martin Heinrich Gustav Schwantes, y publicado en Z. Sukkulentenk. 2: 186 (1926). La especie tipo es: Ruschia rupicola (Engler) Schwantes (Mesembryanthemum rupicolum Engler)

## Especies
- Especies de Ruschia